# 尹日善
尹 日善（ユン・イルソン、いん にちぜん、1896年10月5日 - 1987年6月22日）は、大韓民国の医師、教育者、医学者、大学教授。大韓民国学術院会長、ソウル大学校総長などを歴任した韓国医学界の泰斗。本貫は海平尹氏、号は東湖（동호、ドンホ、とうこ）。日本姓、日本名は伊東 日善（いとう にちぜん）。

## 生涯

### 第二次大戦終戦前

#### 出生
1896年10月5日、日本の東京府東京市にて、教育者の尹致旿（ko:윤치오）と李淑卿（이숙경、李敬淑とも）夫妻の長男として生まれる。
父の致旿は1884年の甲申政変で日本に避難した後一旦帰国、その後日本留学生監督に任命されるなど日本との往来が多い人物だった。1906年に大韓帝国に帰国し、父の職場近くにあった漢城府鋳洞（日本名日出町）の京城日出小学校に通った。1909年冬に母と死別する。

#### 留学と帰国、医学活動
1915年3月、京城中学校を卒業した後は内地に渡り、第六高等学校大学予科第三部を経て、1919年7月京都帝国大学医学部に進学、病理学を専攻した。1923年6月に同大学医学部を卒業した後大学院に進学すると同時に京都帝国大学医学部病理学教室の副手に採用される。1925年9月、病理学修士、1927年から京都帝国大学医学部病理学教室助手、1928年から同教室で朝鮮人として初の帝国大学助教授となり、1929年1月には同大学院医学博士を取得した。
朝鮮に帰還後の1929年、セブランス連合医学専門学校教授に任命され、1933年から同学教頭。1930年02月、朴啓陽（박계양、初代会長）、李甲洙（이갑수）らと朝鮮医師協会（조선의사협회、後の大韓医師協会、ko:대한의사협회）創立に参与、堂叔の尹致旺らと一緒に朝鮮医師協会で積極的に活動し「朝鮮醫報」の編集長なども務めた。

### 終戦後

#### 医学、学術の活動
1945年、京城帝国大学医学部の教授兼医学部長に選出され、当時新しく発足した朝鮮医学協会の会員となる。終戦後、朝鮮が日本による統治から解放された1946年、京城帝国大学がソウル大学校に改組されると同時に、ソウル大学校医科大学教授兼医科大学院長に選出された。1948年5月1日、朝鮮医学協会第2次総会で会長に選出され、大韓民国成立に従い朝鮮医学協会は大韓医学協会と名称を変更。以後第2代、第3代会長に選出され1952年4月30日まで在職した。
1947年7月国際対がん連合（UICC）会長から第6回国際癌学会への招請を受け、翌年9月、船で慶北大学校医科大学の高秉幹教授と共に渡米、9月14日サンフランシスコに入港、セントルイスで開催された会議に参加した。この時発表した「韓国人の癌に対する統計学的研究」(1947)、「アントラキノンの投与により発生したウサギの胃ガン」(1947)についての研究成果は1948年の「Cancer Research」誌に紹介された。

#### 学術、政治活動
1952年、大韓民国学術院とともに会員となり、1954年ソウル大学校副総長、1956年にソウル大学校総長に就任した。1954年4月大韓民国学術院会長に選出され1960年まで在職した。
1961年ソウル大学校総長職を辞退し同大学病理学講師、翌年定年退職し同大学名誉教授となる。1963年軍政に参与して鄭求瑛、金鍾泌、叔父である尹致暎らとともに民主共和党創党に参加、1963年2月22日、民主共和党ソウル市地区創党準備委員長に選出された後、2月26日共和党ソウル市地区党委員長に選任された。

#### 社会団体活動
その年、韓国原子力院院長に選出された後、1964年8月13日よリアリアンス・フランセーズ連合会韓国委員会名誉会員を委嘱され、1964年と1965年、オーストリアのウィーンで開催された国際原子力機関（IAEA）総会に韓国代表として参加した。1966年原子力院院長に再選された。
その後ユネスコ韓国科学技術情報センター（KORSTIC）委員長、原子力院院長、科学技術後援会理事長等を経て1980年財団法人韓国科学技術振興財団理事長、韓英協会会長に就任した。
1987年6月22日死去。90歳。

### 死後
2008年8月、学術誌「韓国史市民講座」2008年下半期号（43集）の大韓民国建国60周年特集「大韓民国を建国した人達」を選抜、建国の基礎を固めた32人の内、教育・学術部門の一人として選ばれた。

## 受賞・叙勲歴
- 1955年7月 大韓民国学術院賞
- 1956年4月 ソウル特別市文化賞
- 1961年10月 大韓民国文教部長官表彰状
- 1962年11月 文化勲章
- 1963年3月1日 3.1文化賞
- 1979年12月21日 ヨンナム文化財団感謝杯

## 学位
- 1923年6月 京都帝国大学医学部 病理学学士
- 1925年9月 京都帝国大学大学院 医学修士（病理学分野）
- 1929年1月 京都帝国大学大学院 医学博士（病理学分野）
- 1968年9月16日 延世大学校名誉法学博士

## 家族・親族
朝鮮時代の領議政の尹斗寿の子孫である。尹取東は曽祖父、尹英烈は祖父、元大韓帝国軍務大臣・法務大臣の尹雄烈は大伯父、元朝鮮総督府中枢院賛議の尹致旿は父、元朝鮮総督府中枢院参議の尹致昭、元日本軍騎兵中佐の尹致晟、尹致昞、尹致明、元内務部長官の尹致暎は叔父、元貴族院朝鮮台湾勅選議員・朝鮮総督府中枢院顧問の尹致昊、元陸軍医務監の尹致旺、元駐イギリス公使の尹致昌は従おじ、元満洲国間島省次長の尹明善は弟、元大統領の尹潽善、尹源善、尹沢善は従兄弟、元農林部長官の尹永善は再従兄弟である。

## 著書及び論文

### 論文
- 《인체내분비에 관한 연구》
- 《면역체》(免疫體)
- 《한국인의 암에 대한 통계학적 연구》(1947)
- 《안드라퀴논을 투여하여 발생한 토끼의 위암》(1947)

### 著書
- 《윤일선박사화갑기념논문집》